# Thyris
Thyris is een geslacht van vlinders van de familie venstervlekjes (Thyrididae), uit de onderfamilie Thyridinae.

## Soorten
- T. borealis Zagulajev, 1999
- T. diaphana Staudinger, 1861
- T. fenestrella

Bosrankvlinder (Scopoli, 1763)
- T. kasachstanica Zagulajev, 1987
- T. maculata Harris, 1836
- T. sinicaensis Thiele, 1990
- T. tarbagataica Zagulajev, 1995
- T. usitata Butler, 1879
- T. ussuriensis Zagulajev, 1985